# Sepiola parva
Sepiola parva är en bläckfiskart som beskrevs av Sasaki 1913. Sepiola parva ingår i släktet Sepiola och familjen Sepiolidae. IUCN kategoriserar arten globalt som livskraftig. Inga underarter finns listade i Catalogue of Life.